# Odontesthes wiebrichi
Odontesthes wiebrichi är en fiskart som först beskrevs av Eigenmann 1927.  Odontesthes wiebrichi ingår i släktet Odontesthes och familjen Atherinopsidae. Inga underarter finns listade i Catalogue of Life.